# Schwäbischer Dichterkreis (1938)
Der 1938 gegründete Schwäbische Dichterkreis war ein Zusammenschluss schwäbischer Schriftsteller.
Am 16. Dezember 1938 schlossen sich insgesamt 23 Schriftstellerinnen und Schriftsteller zum sog. „Schwäbischen Dichterkreis“ zusammen. Später traten noch weitere Schriftsteller hinzu. Anlass der Gründung war der 50. Geburtstag des württembergischen Reichsstatthalters Wilhelm Murr, der auch die Schirmherrschaft des Kreises übernahm. An der Gründung war auch der Gaukulturleiter Georg Schmückle beteiligt, der 1939 als Direktor des Schiller-Nationalmuseums in Marbach und Vorsitzender des Schillervereins eingesetzt worden war und die Leitung des Kreises übernahm.
Ziel des Kreises war eine stärkere staatliche Kontrolle der Schriftsteller sowie ihre stärkere Ausrichtung an nationalsozialistischen Inhalten. Ein weiteres Ziel könnte die Absicht Murrs gewesen sein, mit dem Dichterkreis ein kulturpolitisches Gegengewicht zu den Aktivitäten des württembergischen Ministerpräsidenten und Kultministers Christian Mergenthaler zu schaffen.
Die Einstellungen der Schriftsteller zu dieser Vereinigung reichten von widerwilliger Beteiligung bis zu begeisterter Zustimmung zur NS-Ideologie. Aus den Entnazifizierungsunterlagen lässt sich ersehen, dass sich nach 1945 sämtliche beteiligten Schriftsteller als Opfer sahen. Kritische Äußerungen gegen den Nationalsozialismus in der Zeit von 1933 bis 1945 finden sich jedoch nur vereinzelt und ausschließlich im privaten Kreis.

## Mitglieder
- Ernst Bacmeister (1874–1971)
- Karl Heinrich Bischoff (1900–1978)
- Karl Hans Bühner (1904–1978)
- Hans Heinrich Ehrler (1872–1951)
- Ludwig Finckh (1876–1964)
- Anton Gabele (1890–1966)
- Otto Gmelin (1886–1940)
- Karl Götz (1903–1989)
- Wilhelm Kohlhaas (1899–1995)
- Isolde Kurz (1853–1944)
- August Lämmle (1876–1962)
- Otto Lautenschlager (1900–1987)
- Heinrich Lilienfein (1879–1952)
- Otto Linck (1892–1985)
- Helmut Paulus (1900–1975)
- Max Reuschle (1890–1947)
- Hans Reyhing (1882–1961)
- Anna Schieber (1867–1945)
- Wilhelm Schloz (1894–1972)
- Georg Schmückle (1880–1948)
- Gerhard Schumann (1911–1995)
- Wilhelm Schussen (1874–1956)
- Auguste Supper (1867–1951)